# まんが幸福論
『まんが幸福論』（まんがこうふくろん）は、長谷川町子による日本の漫画作品。

## 概要
1967年（昭和42年）に発売された文藝春秋の漫画雑誌『漫画読本』陽春特別号（2月1日発行）に読み切りとして掲載され、1968年（昭和43年）に姉妹社から刊行された『いじわるばあさん』第3巻の巻末で『いじわる.タンペン』と題して『いじわる看護婦』『いじわるクッキー』と共に採録された。姉妹社の廃業後は朝日新聞社から刊行された朝日文庫版『いじわるばあさん』第2巻および長谷川町子全集第24巻において姉妹社版と同様に巻末掲載となっており、2014年（平成26年）に朝日新聞出版（朝日新聞社の出版部門より分社）が旧姉妹社版（全6巻）を復刻した際は、雑誌掲載時の2色刷りが復元されている。以上の掲載単行本の書誌情報については、いじわるばあさん#単行本を参照のこと。
『いじわるばあさん』の事実上の姉妹作として扱われている通り、執筆当時に社会問題となっていた新生児取り違えなどのブラックユーモアを多分に取り込みながら「親切が感謝されるとは限らない」と言う人の心理の複雑さを主題としている。

## あらすじ
天国に意地悪な神様と親切な神様がいた。ある日の事、意地悪な神様が地上を観察していると、とある裕福な家庭に男の子が生まれ、家族や親族から祝福されている光景が目に入った。意地悪な神様は、男の子の人生を苦難に満ちたものにしてやろうと思い立つ。その筋書きはまず両親を交通事故やショックによる心臓麻痺、祖父母を火災で死なせて男の子を孤児にした上、極貧と苦難の中で成長させる。成人したのちオンボロ貨物船の乗組員になるも、時化で船が遭難する。そして絶海の孤島に流れ着き、チンパンジーを友に余生を過ごさせるというものであった。
ところが、意地悪な神様が計画を実行に移し始めたところ、最初に父親を殺害する段階からことごとく失敗に終わってしまう。計画を知った親切な神様が横槍を入れていたのだ。男の子は健やかに成長し、有名進学校から東大へ進み、一流企業に就職する。ところが意地悪な神様も反撃を始め、男は8歳上の不細工な女上司に猛烈な恋愛感情を抱いた末、結婚へと至る。そして生まれた長女は知能指数1.2であったが、親切な神様の助け舟で出生時に取り違えが起こっていたことが明らかとなった。さらに親切な神様の計らいで妻は突如として文才を開花させ、税務署に目をつけられるほどのベストセラー作家へとなる。しかし、「夫婦の立場の逆転」によって夫婦仲が冷え込んでしまった。そこで親切な神様は男の長女に社長の息子が一目惚れするように仕掛け、無事に交際、結婚へと至る。社長の親族となった男は重役に抜擢されて、家庭内の不和は解消された。
どうやっても親切な神様の軌道修正で男の人生を狂わせることが出来ず、フラストレーションが頂点に達した意地悪な神様は遂に「男をガンで殺す」と宣言し、気圧された親切な神様も渋々これを了承する。男は胃の不調に悩んでがんセンターを訪ねたところ、末期の胃がんと判明。ところが彼の主治医は自身の昇進の話を聞いて有頂天になり、「あなたは立派な健康体だ」と、男を帰す。親切な神様の助けの手を得られなくなった男はがんセンターを出てすぐタクシーにはねられ重体となる。病院に担ぎ込まれた男は家族に看取られ死の床に就いた。
死の床で男は、自分の一生が不幸だったと嘆き涙する。それを見た親切な神様は落胆し、意地悪な神様は満面の笑みを浮かべる。続いて男は自分が人生に夢を持っていたと独白を始める。
男が望んだ人生は、神様たちを驚愕させるものだった。「どんなオンボロ船でもいい、船乗りになって七つの海を走る」「そして現代に毒されない絶海の孤島で動物を友に平和な一生を終わる」つまり意地悪な神様が計画した筋書きと同じだったのだ。神様二人の作為を知ることなく、男は死んだ。
自分の親切心が男が描く幸福と乖離していたことを知った親切な神様は「あんた（意地悪な神様）のするとおりにしとけばよかったかなァ」とうなだれ、男の夢が一見悲惨に思われる人生であったことを知った意地悪な神様は「人間というものはふくざつでわからんテ」と慰めるように返し、二人はその場を去るのであった。